# Пальновское сельское поселение
Пальновское сельское поселение — упразднённое муниципальное образование (сельское поселение) в составе Рыбновского района Рязанской области России.
Административный центр  — село Пальные.

## История
Пальновское сельское поселение образовано в 2006 г.
Законом Рязанской области от 20 мая 2015 года № 25-ОЗ Пальновское сельское поселение было упразднено и включено в состав Алешинского сельского поселения.

## Население
| 2010 | 2012 | 2013 | 2014 | 2015 |
| ---- | ---- | ---- | ---- | ---- |
| 390  | ↗415 | ↗431 | ↗435 | ↘421 |

## Состав сельского поселения
| № | Населённый пункт | Тип населённого пункта       | Население |
| - | ---------------- | ---------------------------- | --------- |
| 1 | Глебово-Городище | село                         | ↘62       |
| 2 | Пальные          | село, административный центр | ↘231      |
| 3 | Свистово         | деревня                      | ↘97       |